# Thủ tướng Armenia
Thủ tướng Armenia là bộ trưởng cao cấp nhất trong chính phủ Armenia. Họ "giám sát các hoạt động thường xuyên của Chính phủ và điều phối hoạt động của các Bộ trưởng." Tổng thống Armenia chọn Thủ tướng Chính phủ. Văn phòng Tổng thống thường được cho là có sức mạnh hơn so với văn phòng của Thủ tướng Chính phủ.

## Danh sách Thủ trưởng Chính phủ Armenia (1918 - nay)

### Đệ Nhất Cộng hòa Armenia(1918-1920)
Thủ tướng
| No. | Ảnh         | Tên (Sinh–Mất)                  | Bắt đầu nhiệm kỳ          | Kết thúc nhiệm kỳ         | Đảng                        | Danh hiệu |
| --- | ----------- | ------------------------------- | ------------------------- | ------------------------- | --------------------------- | --------- |
| 1   |             | Hovhannes Kajaznuni (1868–1938) | Ngày 30 tháng 6 năm 1918  | Ngày 28 tháng 5 năm 1919  | Liên bang cách mạng Armenia | Thủ tướng |
| 2   | không khung | Alexander Khatisian (1874–1945) | Ngày 28 tháng 5 năm 1919  | Ngày 5 tháng 5 năm 1920   | Liên bang cách mạng Armenia | Thủ tướng |
| 3   | không khung | Hamo Ohanjanyan (1873–1947)     | Ngày 5 tháng 5 năm 1920   | Ngày 25 tháng 11 năm 1920 | Liên bang cách mạng Armenia | Thủ tướng |
| 4   | không khung | Simon Vratsian (1882–1969)      | Ngày 25 tháng 11 năm 1920 | Ngày 2 tháng 12 năm 1920  | Liên bang cách mạng Armenia | Thủ tướng |

### Cộng hòa Xã hội chủ nghĩa Xô viết Liên bang Ngoại Kavkaz(1922-1936) vàCộng hòa Xã hội chủ nghĩa Xô viết Armenia(1936-1991)
| No. | Ảnh  | Chủ tịch Hội đồng Dân ủy         | Bắt đầu nhiệm kỳ          | Kết thúc nhiệm kỳ         | Đảng                       | Danh hiệu                   |
| --- | ---- | -------------------------------- | ------------------------- | ------------------------- | -------------------------- | --------------------------- |
| 1   |      | Sargis Lukashin (1883–1937)      | 21 tháng 5 năm 1922       | 24 tháng 6 năm 1925       | Đảng cộng sản Armenia      | Chủ tịch Hội đồng Dân ủy    |
| 2   |      | Sargis Hаmbardzumyan (1870–1944) | Ngày 24 tháng 6 năm 1925  | Ngày 22 tháng 3 năm 1928  | Đảng cộng sản Armenia      | Chủ tịch Hội đồng Dân ủy    |
| 3   |      | Sahak Ter-Gabrielyan (1886–1937) | Ngày 22 tháng 3 năm 1928  | Ngày 10 tháng 2 năm 1935  | Đảng cộng sản Armenia      | Chủ tịch Hội đồng Dân ủy    |
| 4   |      | Abraham Guloyan (1893–1938)      | Ngày 10 tháng 2 năm 1935  | Tháng 2 năm 1937          | Đảng cộng sản Armenia      | Chủ tịch Hội đồng Dân ủy    |
| 5   |      | Sargis Hаmbardzumyan (1870–1944) | Tháng 2 năm 1937          | Tháng 5 1937              | Đảng cộng sản Armenia      | Chủ tịch Hội đồng Dân ủy    |
| 6   |      | Stepan Akopyan                   | Tháng 5 năm 1937          | 21 tháng 9 năm 1937       | Đảng cộng sản Armenia      | Chủ tịch Hội đồng Dân ủy    |
| 7   |      | Aram Piruzyan                    | Ngày 23 tháng 11 năm 1937 | Ngày tháng 10 năm 1943    | Đảng cộng sản Armenia      | Chủ tịch Hội đồng Dân ủy    |
| 8   |      | Aghasi Sargsyan                  | Tháng 10 năm 1943         | 1946                      | Đảng cộng sản Armenia      | Chủ tịch Hội đồng Dân ủy    |
| 8   | 1946 | Aghasi Sargsyan                  | Ngày 29 tháng 3 năm 1947  | Chủ tịch Hội đồng Dân ủy  | Đảng cộng sản Armenia      |                             |
| 9   |      | Sahak Karapetyan (1906–1987)     | Ngày 29 tháng 3 năm 1947  | Ngày 20 tháng 11 năm 1952 | Đảng cộng sản Armenia      | Chủ tịch Hội đồng Bộ trưởng |
| 10  |      | Anton Kochinyan (1913–1990)      | 20 tháng 11 năm 1952      | 5 tháng 2 năm 1966        | Đảng cộng sản Armenia      | Chủ tịch Hội đồng Bộ trưởng |
| 11  |      | Badal Muradyan                   | Ngày 5 tháng 2 năm 1966   | Ngày 21 tháng 11 năm 1972 | Đảng cộng sản Armenia      | Chủ tịch Hội đồng Bộ trưởng |
| 12  |      | Grigory Arzumanyan               | Ngày 21 tháng 11 năm 1972 | Ngày 28 tháng 11 năm 1976 | Đảng cộng sản Armenia      | Chủ tịch Hội đồng Bộ trưởng |
| —   |      | G.A. Martirosyan                 | 28 tháng 11 năm 1976      | 17 tháng 1 năm 1977       | Đảng cộng sản Armenia      | Chủ tịch Hội đồng Bộ trưởng |
| 13  |      | Fadey Sargsyan (1923–2010)       | Ngày 17 tháng 1 năm 1977  | Ngày 16 tháng 1 năm 1989  | Đảng cộng sản Armenia      | Chủ tịch Hội đồng Bộ trưởng |
| 14  |      | Vladimir Markaryants             | Ngày 16 tháng 1 năm 1989  | Ngày 13 tháng 8 năm 1990  | Đảng cộng sản Armenia      | Chủ tịch Hội đồng Bộ trưởng |
| 15  |      | Vazgen Manukyan (1946–)          | Ngày 13 tháng 8 năm 1990  | Ngày 25 tháng 9 năm 1991  | Liên minh Dân chủ Quốc gia | Chủ tịch Hội đồng Bộ trưởng |

### Cộng hòa Armenia(1991-nay)
Thủ tướng chính phủ
| №  | Tên (Sinh–Mất)                 | Ảnh         | Bắt đầu nhiệm kỳ     | Kết thúc nhiệm kỳ       | Đảng                                              |
| -- | ------------------------------ | ----------- | -------------------- | ----------------------- | ------------------------------------------------- |
| 1  | Vazgen Manukyan (1946–)        |             | 25 tháng 9 năm 1991  | 22 tháng 11 năm 1991    | Liên minh Dân chủ Quốc gia                        |
| 2  | Gagik Harutyunyan (1948–)      |             | 22 tháng 11 năm 1991 | 30 tháng 7 năm 1992     | Chính trị gia độc lập                             |
| 3  | Khosrov Harutyunyan (1948–)    | không khung | 30 tháng 7 năm 1992  | 2 tháng 2 năm 1993      | Chính trị gia độc lập                             |
| 4  | Hrant Bagratyan (1948–)        | không khung | 2 tháng 2 năm 1993   | 4 tháng 11 năm 1996     | Phong trào quốc gia Pan-Armenia                   |
| 5  | Armen Sargsyan (1953–)         | không khung | 4 tháng 11 năm 1996  | 20 tháng 3 năm 1997     | Chính trị gia độc lập                             |
| 6  | Robert Kocharyan (1954–)       | không khung | 20 tháng 3 năm 1997  | 10 tháng 4 năm 1998     | Chính trị gia độc lập                             |
| 7  | Armen Darbinyan (1965–)        | không khung | 10 tháng 4 năm 1998  | 11 tháng 6 năm 1999     | Chính trị gia độc lập                             |
| 8  | Vazgen Sargsyan (1959–1999)    |             | 11 tháng 6 năm 1999  | 27 tháng 10 năm 1999[α] | Đảng Cộng hòa                                     |
| 9  | Aram Sargsyan (1961–)          | không khung | 3 tháng 11 năm 1999  | 2 tháng 5 năm 2000      | Đảng Cộng hòa                                     |
| 10 | Andranik Margaryan (1951–2007) |             | 12 tháng 5 năm 2000  | 25 tháng 3 năm 2007[β]  | Đảng Cộng hòa                                     |
| 11 | Serzh Sargsyan (1954–)         |             | 26 tháng 3 năm 2007  | 7 tháng 4 năm 2008      | Đảng Cộng hòa                                     |
| 12 | Tigran Sargsyan (1960–)        |             | 9 tháng 4 năm 2008   | 13 tháng 4 năm 2014     | Đảng Cộng hòa                                     |
| 13 | Hovik Abrahamyan (1958–)       |             | 13 tháng 4 năm 2014  | 8 tháng 9 năm 2016      | Đảng Cộng hòa                                     |
| 14 | Karen Karapetyan (1963–)       |             | 13 tháng 9 năm 2016  | 17 tháng 4 năm 2018     | Đảng Cộng hòa                                     |
| 15 | Serzh Sargsyan (1954–)         |             | 17 tháng 4 năm 2018  | 23 tháng 4 năm 2018     | Đảng Cộng hòa                                     |
| —  | Karen Karapetyan (1964–)       |             | 23 tháng 4 năm 2018  | 8 tháng 5 năm 2018      | Đảng Cộng hòa                                     |
|    | Nikol Pashinyan (1964–)        | không khung | 8 tháng 5 năm 2018   | nay                     | Yelk (Đảng Khế ước Dân sự)                        |
| 15 | Nikol Pashinyan (1964–)        | không khung | 8 tháng 5 năm 2018   | nay                     | Liên minh Bước tiến của tôi (Đảng Khế ước Dân sự) |
|    | Nikol Pashinyan (1964–)        | không khung | 8 tháng 5 năm 2018   | nay                     | Đảng Khế ước Dân sự                               |